# Liste der Monuments historiques in Sazeret
Die Liste der Monuments historiques in Sazeret führt die Monuments historiques in der französischen Gemeinde Sazeret auf.

## Liste der Bauwerke
| Bezeichnung       | Beschreibung              | Standort | Kennzeichnung | Schutzstatus | Datum | Bild           |
| ----------------- | ------------------------- | -------- | ------------- | ------------ | ----- | -------------- |
| Kirche St-Laurent | Erbaut im 12. Jahrhundert | (Lage)   | PA00093298    | Inscrit      | 1935  | weitere Bilder |